# 蔣淵村
蔣淵村（こもぶちむら）は、1958年（昭和33年）まで愛媛県の南予地方の北宇和郡にあった村である。
宇和海に突き出した蒋淵半島の先端部に位置し、宇和海に面した漁村。宇和海村の成立によって自治体としては消滅し、宇和島市へ編入され、現在に至っている。

## 地理
宇和島市西部の宇和海に突き出した蒋淵半島の先端部。海（ふぶしの瀬戸）を挟んで戸島と向かい合う。半島の中央で遊子村及び下波村に接する。道路距離にして宇和島市街中心部から約35キロ、海上では約16キロ。
島
- 北側 ふぶしの瀬戸に面して大小島、小大島
- 南側 契島、猿島、黒島　いずれも無人島
- 東側 裸島、中鵜留止島、大鵜留止島

村名の由来
藩政期から蒋淵（薦淵とも書く）と呼ばれていたが、由来は不詳。

## 歴史
藩政期
- 当初、宇和島藩に、明暦3年から伊予吉田藩に属す。吉田藩内では、薦淵浦と呼ばれ、下波浦（後の北宇和郡下波村）及び北灘浦（後の北灘村）とともに下三か村（しもさんかそん）ないしは浦手と呼ばれていた。
- 1669年（寛文9年） - 北灘浦の清家氏によって、半島の南端の大島集落の開拓始まる。2年後概成。

明治以降
- 1889年（明治22年）12月15日 - 町村制施行時に、蒋淵浦一村（浦）がそのまま蒋淵村となった。
- 1894年（明治27年） - 矢ケ浜集落開墾。
- 1910年（明治43年） - 宇和島港-下灘の航路が寄航。
- 1912年（明治45年） - 宇和島運輸の汽船が就航。朝夕2便運航されていた。
- 1956年（昭和31年） - 細木運河の開削始まり、同年完成。半島の南北の海上交通の便が改善される。
- 1958年（昭和33年）4月1日 - 昭和の大合併に従い、下波村、遊子村、戸島村、日振島村の4村と合併して宇和海村を新設し、蒋淵村は自治体としては消滅。

```
蒋淵村の系譜
（町村制実施以前の村）（明治期）
　　　　　　　　　　　町村制施行時　　　　　昭和の合併　　　　　　　　　　平成の合併
下波浦　━━━━━　下波村　━━┓
蒋淵浦　━━━━━　蒋淵村　━━┫　（昭和33年4月1日合併）
遊子浦　━━━━━　遊子村　━━╋━━━━　宇和海村　━┓
戸島浦　━━━━━　戸島村　━━┫　　　　　　　　　　　┃
日振浦　━━━━━　日振島村　━┛　　　　　　　　　　　┃
　　　　　　　　　　　　　　　　　　　　　　　　　　　　┃
　　　　　　　　　　　　　　　　　　　　　　　　　　　　┃（昭和49年4月1日編入）
　　　　　　　　　　　　　　　　　　　　　　宇和島市━━┻━━━━━━━━┓
　　　　　　　　　　　　　　　　　　　　　　三間町━━━━━━━━━━━━╋━━宇和島市
　　　　　　　　　　　　　　　　　　　　　　吉田町━━━━━━━━━━━━┫（平成17年8月1日合併）
　　　　　　　　　　　　　　　　　　　　　　津島町━━━━━━━━━━━━┛

（注記）宇和島市、三間町、吉田町、津島町の平成の合併以前の系譜については、それぞれの記事を参照のこと。

```

## 地域
もとの蒋淵浦がそのまま一つの村になった。大字はなし。宇和海村となってからは大字蒋淵となった。
高助、横浦、豊浦、宮市、宿ノ浦（しゅくのうら）、大島、矢ケ浜の7集落があった。季節風を避けるため比較的南東岸に集落は形成された。横浦に旧庄屋があり、公共施設もこの集落に多い。

## 産業
漁業
もともと藩政期から続くイワシ漁を中心とした漁村であり、煮干等に加工され出荷していた。イワシ網は日振島、戸島近海、さらには釣り舟では御五神島や竹ヶ島付近にもに出漁していた。
明治時代末期から大正時代にかけて網は大型化していき、一部では集落による共同経営への移行が進んでいったが、昭和30年代に入り、鰯は一転して不漁となり、網元の倒産が相次ぐなど村は苦境に陥った。宇和海村になってから後の昭和30年代後半になって当地に真珠、ハマチ類の養殖が相次いで導入され、今日の主力産業となっている。
農業
自給的に夏は甘藷芋、冬は麦の作付けが営まれていた。特に甘藷芋の導入は村人を食糧難から救った。ただ、半島突端で西北からの季節風にさらされるという位置関係や、傾斜がきついという地形の関係から、大規模な展開は進まず、漁業が大型化するにしたがって、耕作放棄地も広がっていった。昭和時代初期までは養蚕が盛んであったが、第二次世界大戦後の食糧難による食糧確保の必要もあり、事実上消滅してしまった。集落背後の山が海岸線に迫る地形であり、ウンシュウミカンの栽培にはあまり適していない。

## 交通
海路では、当村から宇和島港へ蒋淵半島を大きく迂回する必要があり、また陸路で宇和島市内中心街へ通じたのは昭和40年以降のことである。それまでは陸の孤島に近い状態であった。
宇和海沿岸は航路網が発達し、西に突き出した蒋淵半島突端の当村にも寄航する船便が存在した。明治40年代になって県外資本による宇和島-下灘航路が寄航し、後に宇和島運輸に引き継がれた。大正年間には村人の共同出資によって動力汽船が宇和島港との間に就航していた。

## 文化・民俗
- 平家の落人 - 48名が遭難、亡くなったという言い伝えがのこる。
- トントコ踊り（盆踊り）